# مانچگو
مانچگو (رسماً اسپانیایی: queso manchego‎ , تلفظ [ˈkeso maɲˈtʃeɣo]) پنیری است که در منطقه لامانچا اسپانیا از شیر گوسفند نژاد مانچگو تهیه شده‌است. بین ۶۰ روز تا ۲ سال طول می‌کشد تا این پنیر برسد.
این پنیر تحت سیستم طبقه‌بندی نظارتی ثبتی اسپانیا محافظت می‌شود، و اتحادیه اروپا به این پنیر وضعیت حمایت از منشأ (PDO) داده است.